# جي. إم. فورد
جي. إم. فورد (بالإنجليزية: G. M. Ford)‏ (1945)؛ روائي أمريكي، عُرِف بروايات الإثارة والجريمة.